# جين العذراء
جين العذراء هو مسلسل دراما كوميدي رومانسي أمريكي تلفزيوني ساخر من تأليف جيني سنايدر أورمان. عرض لأول مرة في 13 أكتوبر 2014، على قناة ذا سي دبليو واختتم في 31 يوليو 2019. وهو نسخة معدلة من المسلسل الفنزويلي telenovela Juana la virgen الذي أخرجته بيرلا فارياس. أدى دور البطولة جينا رودريجيز في دور جين غلوريانا فيلانويفا، وهي عذراء متدينة لاتينية تبلغ من العمر 23 عامًا حملت بعد تلقيح اصطناعي عرضي على يد طبيب أمراض النساء.

## القصة
قصة المسلسل حول الشابة ديب عارضة الأزياء التي تعرضت لحادث سير وتوفيت، لكن روحها تسكن في جسد محاميه تدعى جين. كما يسخر المسلسل بذكاء من الاستعارات والأجهزة الشائعة الموجودة في المسلسلات التليفزيونية بأمريكا اللاتينية.

## الممثلون

### الشخصيات الرئيسية
- جينا رودريغيز بدور جين غلوريانا فيلانويفا
- جينا اورتيغا بدور يونغ جين
- أندريا نافيدو بدور خيومارا غلوريانا فيلانويفا
- جستن بالدوني بدور رافاييل سولانو
- ييل غربغلاس بدور بيترا سولانو
- إيفون كول بدور ألبا غلوريانا فيلانويفا
- بريت داير بدور مايكل كورديرو
- جيمي كامل بدور روجيليو دي لا فيغا
- أنتوني مينديز

## الحلقات والمواسم

### نظرة عامة
| الموسم | الحلقات | الحلقات | الأصلي         | الأصلي        |
| الموسم | الحلقات | الحلقات | الأول          | الأخير        |
| ------ | ------- | ------- | -------------- | ------------- |
| 1      | 22      | 22      | 13 أكتوبر 2014 | 11 مايو 2015  |
| 2      | 22      | 22      | 12 أكتوبر 2015 | 16 مايو 2016  |
| 3      | 20      | 20      | 17 أكتوبر 2016 | 22 مايو 2017  |
| 4      | 17      | 17      | 13 أكتوبر 2017 | 20 أبريل 2018 |
| 5      | 19      | 19      | 27 مارس 2019   | 31 يوليو 2019 |

## وصلات خارجية
- الموقع الرسمي
- جين العذراء على موقع IMDb (الإنجليزية)
- جين العذراء على موقع ميتاكريتيك (الإنجليزية)
- جين العذراء على موقع روتن توميتوز (الإنجليزية)
- جين العذراء على موقع نتفليكس (الإنجليزية)
- جين العذراء على موقع قاعدة بيانات الأفلام العربية
- جين العذراء على موقع أول موفي (الإنجليزية)
- جين العذراء على موقع فيلمافينيتي (الإسبانية)
- جين العذراء على موقع كينوبويسك (الروسية)
- جين العذراء على موقع ألو سيني (الفرنسية)
- جين العذراء على موقع قاعدة بيانات الفيلم (الإنجليزية)